# لرش ابی
لرش ابی (به آلمانی: Reichsabtei Lorsch) یک صومعه در شهر لرش است که در جنوب غربی آلمان قرار دارد. این بنا جزء میراث جهانی یونسکو در آلمان و فهرست میراث جهانی یونسکو در اروپا می‌باشد. این صومعه در خلال تاریخ نام‌های گوناگونی داشته است.